# Dos Ewaldos
Los Dos Ewaldos (o Dos Hewaldos) fueran san Ewaldo el Negro y san Ewaldo el Rubio, mártires en la Antigua Sajonia alrededor de 692. Ambos llevaban el mismo nombre, pero se distinguían por la diferencia en el color de  su cabello y complexión. Comenzaron sus labores misioneras alrededor del 690 en el antiguo país de los sajones, ahora parte de Westfalia, y cubierto por las diócesis de Münster, Osnabrück, y Paderborn. Son honrados como santos en Westfalia.

## De fondo
Los dos sacerdotes eran compañeros , ambos originarios de Northumbria. Según el ejemplo de muchos en aquel tiempo,  pasaron varios años como estudiantes en las escuelas de Irlanda. Ewaldo el Negro era el más erudito de los dos, pero ambos eran igualmente famosos por la santidad de su vida. Al parecer, conocían a san Wilibrordo, el apóstol de Frisia, y estaban animados por su celo por la conversión de los alemanes. Algunas fuentes les numeran entre los once compañeros de ese santo. Más probablemente, aun así,  partieron de Inglaterra después de la partida de San Willibrord, en un intento de convertir a sus propios primos en la Antigua Sajonia.
Empezaron su misión aproximadamente 690. El escenario de sus trabajos era el país de los antiguos sajones, ahora parte de Westfalia, y cubierto por las diócesis de Münster, Osnabrück, y Paderborn. Al principio, los Ewaldos establecieron su morada en la casa del mayordomo de un cierto conde sajón o "ealdorman" (sátrapa).  Bede comenta que "los antiguos sajones no tienen rey, pero  están gobernados por varios ealdormen [satrapas] quién durante la guerra echan suertes para el liderazgo, pero que en tiempos de paz son iguales en poder" (Historia ecclesiastica gentis Anglorum, V, 10). El mayordomo entretuvo sus dos huéspedes durante varios días, y prometió conducirles al cacique. Pretendieron convertirle y por eso afirmaron que tenían un mensaje de considerable importancia que entregarle.
Los sajones paganos, al presenciar estas actividades de los sacerdotes y misioneros, empezaron a sospechar que los Ewaldos planeaban convertir a su señor, destruir sus templos y suplantar su religión. Inflamados por los celos y la ira, resolvieron que los Ewaldos debían morir.  Siguió un levantamiento y ambos sacerdotes fueron apresados rápidamente.  Ewaldo el Hermoso murió rápidamente a espada;  Ewaldo el Negro fue torturado y desgarrado miembro por miembro, después de lo cual ambos cuerpos fueron arrojados al Rin. Se entiende que esto sucedió el 3 de octubre en un lugar llamado Aplerbeck, hoy un distrito de Dortmund, donde aún se encuentra una capilla.  Cuando el ealdorman se enteró de lo que se había hecho, se enojó y temió las represalias, y castigó a los asesinos dándoles muerte y quemando sus aldeas.

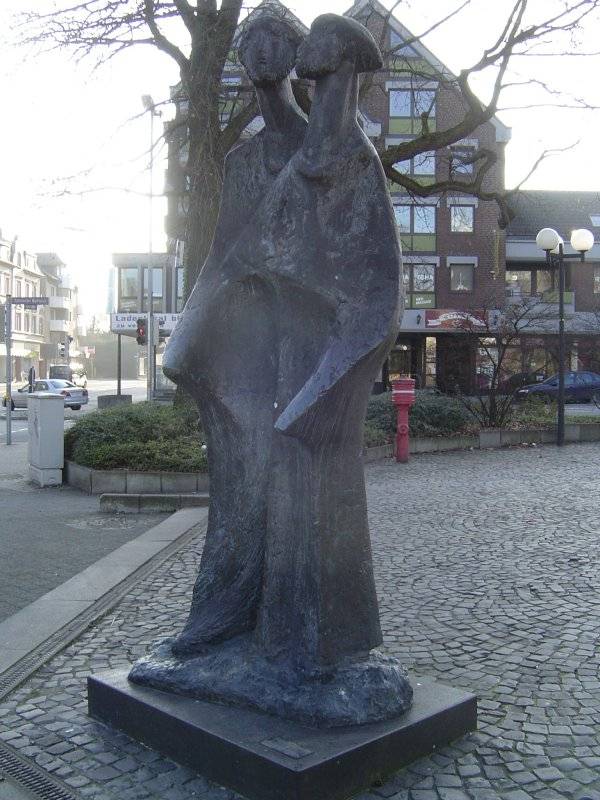
Monumento a los ganosos en Dortmund-Aplerbeck, Alemania